# نمونه بین‌المللی کیلوگرم

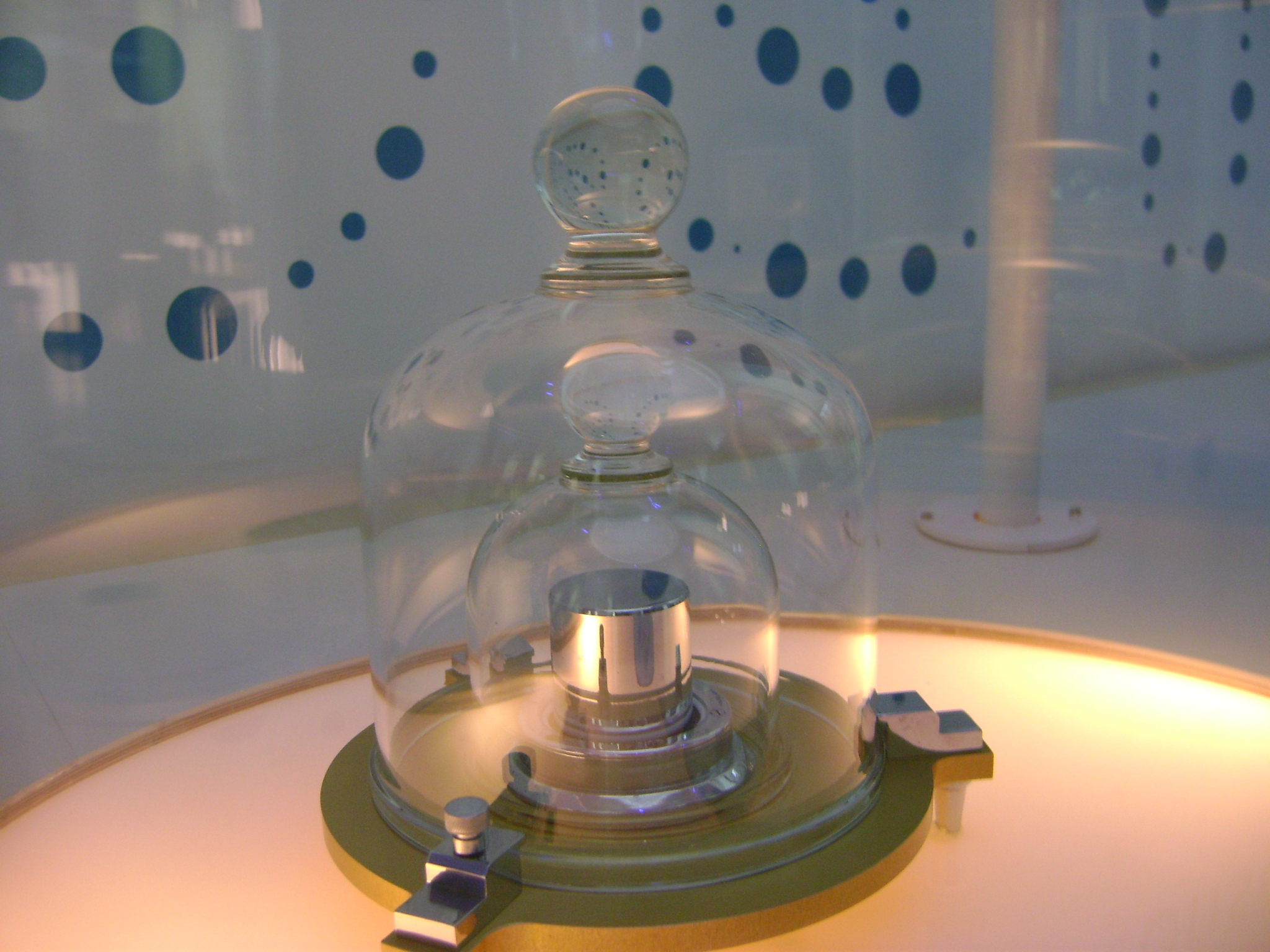
نمونه عینی (کپی) از واحد جرم که در داخل دو شیشه محافظ قرار گرفته‌است.

نمونه بین‌المللی کیلوگرم (International Prototype of the Kilogram) یک قطعه استوانه‌ای ساخته شده از آلیاژ پلاتین-ایریدیم است که از سال ۱۸۸۹ میلادی برای تعریف واحد جرم کیلوگرم مورد استفاده قرار می‌گرفت. در سال ۲۰۱۹ تعریف کیلوگرم تغییر کرد و بر پایه ثابت‌های فیزیکی، تعریف جدید کیلوگرم، ارائه شد و واحدهای جرم جهان بر اساس تعریف جدید کالیبره شدند.
نمونه بین‌المللی کیلوگرم از آلیاژ پلاتین "Pt‑10Ir" ساخته شده که از ۹۰٪ وزنی پلاتین و ۱۰٪ وزنی ایریدیم تشکیل شده‌است. همچنین به منظور کاهش سطح استوانه، ماشین‌کاری به گونه‌ای انجام شده‌است که مقادیر ارتفاع و قطر استوانه، مساوی با هم و تقریباً برابر با ۳۹ میلی‌متر باشند.